# Чурачикский район
Чура́чикский район (чув. Чурачăк районĕ) — упразднённая административно-территориальная единица в составе Чувашской АССР, существовавшая в 1944—1959 годах. Административный центр — село Чурачики.
Чурачикский район был образован в составе Чувашской АССР в 1944 году: 10 февраля Президиум Верховного Совета Чувашской АССР принял решение об организации в республике двух новых районов — Моргаушского и Чурачикского (утверждены Указом Президиума Верховного Совета РСФСР 15 февраля 1944 года). Селения были переданы по актам: 6 марта — из Красноарме́йского района, 17 марта — из Циви́льского, 25 марта — из Шихаза́новского:57. 

В состав Чурачикского района были включены следующие сельсоветы и населённые пункты:
- из Красноармейского района: Алба́хтинский, Медикаси́нский, Тюра́рский и Янши́хово-Че́ллинский сельские советы, селения Серт-касы́, Чума́ши, Шо́рги Име́невского сельского совета (с передачей в Яншихово-Челлинский сельсовет).
- из Цивильского района: Бо́льше-Туга́евский, Вто́ро-Вурманкаси́нский, Игорва́рский, Но́во-Булде́евский, Пе́рво-Вурманкаси́нский, Пе́рво-Степа́новский, Поваркаси́нский, Сте́пно-Туга́евский и Чура́чикский сельские советы.
- из Шихазановского района: Высоко́вский (кроме Дми́триевки), Да́льне-Со́рминский, Пере́дне-Яндо́ушский, Чуракаси́нский, Шигали́нский и Шоркаси́нский сельские советы[2][3].

После выяснилось, что население ряда сельских советов хотело бы остаться в прежнем положении. Это желание было удовлетворено постановлением Президиума Верховного совета Чувашской АССР от 29 июня 1944 года: часть населённых пунктов была перечислена обратно из Чурачикского района в Красноармейский и Шихазановский. Итоги этих изменений были утверждены Указом Президиума Верховного совета РСФСР от 24 июля 1944 года:57. 

В состав района были включены 
- выделенные из Цивильского района: Больше-Тугаевский, Второ-Вурманкасинский, Игорварский, Ново-Булдеевский, Перво-Вурманкасинский Перво-Степановский, Поваркасинский, Степно-Тугаевский и Чурачикский сельские советы;
- выделенные из Шихазанского района: Высоковский (за исключением деревни Дмитриевка), Передне-Яндоушский, Чуракасинский (за исключением селения Тузи-Чурино), Шигалинский, Шоркасинский сельские советы и селение Дальние Сормы;
- выделенные из Красноармейского района: Медикасинский, Тюрарский, Яншихово-Челлинский сельские советы и деревни Чумаши, Шорги и Серт-касы.

Этим же постановлением Президиума Верховного совета Чувашской АССР от 29 июня 1944 года в состав Красноармейского района были перечислены Ямайкасинский сельский совет Ишлейского района и селение Тузи-Чурино Шихазанского района; Дальне-Сорминский сельский совет Шихазанского района переименован в Сорминский сельский совет.
14 июля 1959 года постановлением Президиума Верховного Совета Чувашской АССР были упразднены Ишлейский, Моргаушский, Октябрьский, Первомайский и Чурачикский районы. Территория Чурачикского района была разделена между Цивильским, Канашским и Красноармейским районами:59-60.